# Bernhard Abeken
Bernhard Abeken (* 27. März 1826 in Braunschweig; † 1. April 1901 ebenda), Pseudonym Ernst Andolt, war ein deutscher Schriftsteller, Jurist und Politiker (Nationalliberale Partei). Von 1874 bis 1877 war er Mitglied des Reichstages. 

## Leben und Werk
Bernhard Abeken war der Sohn eines aus Osnabrück stammenden Kaufmannes, der in Braunschweig eine Weinhandlung gründete. Durch das Erbe des 1843 gestorbenen vermögenden Vaters war Abeken zeitlebens finanziell unabhängig. Nach dem Besuch des Martino-Katharineums studierte er von 1845 bis 1849 Rechtswissenschaften, Geschichte, Literatur und Philosophie an den Universitäten Heidelberg, Bonn und Berlin, er wurde Mitglied der Bonner Burschenschaft Alemannia.
Abeken arbeitete ab 1850 als Auditor und ab 1856 als Rechtsanwalt in Braunschweig. Die juristische Tätigkeit gab er bald auf, um seinen schriftstellerischen und journalistischen Interessen nachzugehen sowie Bildungsreisen, unter anderem nach Italien, zu unternehmen. Von 1870 bis 1874 betreute er den politischen Teil des liberalen Braunschweiger Tageblatts.

## Politische Tätigkeit
In den Jahren von 1874 bis 1877 war er nationalliberaler Abgeordneter des Reichstages für den Reichstagswahlkreis Herzogtum Braunschweig 2 (Wolfenbüttel-Helmstedt). Er war von 1882 bis 1892 Vertreter der Stadt Braunschweig im braunschweigischen Landtag.

## Literat und „Kleiderseller“
Sein literarisches Erstlingswerk war die 1858 unter dem Pseudonym Ernst Andolt in Westermanns Monatsheften erschienene Novelle Eine Nacht, die während der Befreiungskriege spielt. Sein Studienfreund Paul Heyse nahm das mehrfach nachgedruckte Werk in seinen „Deutscher Novellenschatz“ (Band 22) auf. Es folgte der weniger erfolgreiche Roman Greifensee, der 1862 unter Abekens Namen veröffentlicht wurde.
Im Oktober 1859 traf Abeken zum ersten Mal mit Wilhelm Raabe zusammen, mit dem er eine langjährige Freundschaft insbesondere im Rahmen der geselligen Vereinigung der „Kleiderseller“ pflegte. Abeken war ebenfalls befreundet mit Levin Goldschmidt und der Familie Huch.
Der Literatur-Nobelpreisträger Paul Heyse schrieb in seinen Lebenserinnerungen über ihn: „Abeken war schon ein bemoostes Haupt, vier Jahre älter als ich, und machte bald darauf in seiner Heimat das erste juristische Examen. Sein klarer, kritischer Verstand und ein trockner Humor, mit dem er uns Jüngere behandelte, ließen das warme Gemüt nicht auf den ersten Blick erkennen. Doch war sogar ein Stück Poet in ihm.“